# Mistrovství Evropy v zápasu řecko-římském
Mistrovství Evropy v zápasu řecko-římském je sportovní akce pořádaná každou zápasnickou sezonu Mezinárodní zápasnickou federací.

## Historie
Turnaje mistrovství Evropy v zápase řecko-římském se pořádají od konce devatenáctého století. Turnaje mistrovství Evropy měly jak amatérskou tak profesionální podobu. Amatérská mistrovství Evropy byla až do vzniku Mezinárodní zápasnické federace v roce 1921 pořádána různými sportovními spolky a organizacemi a z dnešní pohledu jsou tato mistrovství Evropy brána jako neoficiální. Bylo zcela běžné, že během jednoho roku se pořádalo hned několik turnajů s označením amatérské mistrovství Evropy. Pro český zápas tak památné vítězství Gustava Frištenského na amatérském mistrovství Evropy v Rotterdamu v roce 1903 není v oficiálních statistikách Mezinárodní zápasnické federace uváděno.
Centrem dění zápasu řecko-římského byla do začátku druhé světové války Skandinávie, Pobaltí, Německo a Střední Evropa. Po druhé světové válce se rozšířil především v zemích bývalého východního bloku a tyto země začaly postupně zápasu řecko-římskému dominovat. Po rozpadu sovětského svazu koncem roku 1991 došlo se vznikem nových republik k zvýšení konkurence, která v minulých letech nebyla široká.

## Vítězové v zápasu řecko-římském
| 1925 | Milán    | A. Magyar    | J. Németh    | L. Keresztes  | F. Braun    | C. Westergren | R. Svensson |         |         |
| 1926 | Riga     | S. Hansson   | V. Väli      | H. Pettersson | J. Jacobsen | R. Rupp       | G. Gehring  |         |         |
| 1927 | Budapešť | G. Gozzi     | V. Väli      | E. Sperling   | L. Papp     | A. Szabó      | R. Badó     | R. Badó | R. Badó |
| 1928 |          |              |              |               |             |               |             |         |         |
| 1929 | Dortmund | S. Martinsen | F. Hernström | E. Sperling   | J. Tunyogi  | O. Pellinen   | G. Gehring  |         |         |

| rok  | místo     | -56          | -61            | -66          | -72         | -79          | -87           | +87            |
| ---- | --------- | ------------ | -------------- | ------------ | ----------- | ------------ | ------------- | -------------- |
| 1930 | Stockholm | H. Tuvesson  | K. Pihlajamäki | E. Malmberg  | M. Nordling | V. Kokkinen  | C. Westergren | J. Richthoff   |
| 1931 | Praha     | H. Tuvesson  | K. Pihlajamäki | E. Sperling  | M. Nordling | I. Johansson | O. Pellinen   | C. Westergren  |
| 1932 |           |              |                |              |             |              |               |                |
| 1933 | Helsinky  | Ö. Zombori   | K. Pihlajamäki | A. Reini     | M. Nordling | A. Cadier    | R. Svensson   | K. Hornfischer |
| 1934 | Řím       | H. Tuvesson  | K. Pihlajamäki | A. Reini     | G. Glans    | I. Johansson | E. Bjetags    | K. Hornfischer |
| 1935 | Kodaň     | H. Tuvesson  | S. Hering      | L. Koskela   | R. Svedberg | I. Johansson | A. Cadier     | K. Hornfischer |
| 1936 |           |              |                |              |             |              |               |                |
| 1937 | Paříž     | V. Perttunen | K. Pihlajamäki | L. Koskela   | F. Schäfer  | I. Johansson | N. Åkerlindh  | K. Palusalu    |
| 1938 | Tallinn   | V. Perttunen | K. Pihlajamäki | L. Koskela   | F. Schäfer  | I. Johansson | A. Cadier     | J. Kotkas      |
| 1939 | Oslo      | K. Kiisseli  | K. Pihlajamäki | G. Andersson | F. Schäfer  | I. Johansson | N. Åkerlindh  | J. Kotkas      |

| rok  | místo | -52       | -57         | -62          | -67          | -73     | -79      | -87          | +87       |
| ---- | ----- | --------- | ----------- | ------------ | ------------ | ------- | -------- | ------------ | --------- |
| 1947 | Praha | B. Sundin | A. M. Hasan | O. Anderberg | G. Frändfors | Y. Doğu | N. Belov | K. Koberidze | J. Kotkas |

Turnaj mistrovství Evropy v klasickém stylu přešel od roku 1950 v mistrovství světa a byl obnoven během mistrovství světa v roce 1965.
| rok  | místo    | -52         | -57        | -63          | -70           | -78      | -87         | -97           | +97       |
| ---- | -------- | ----------- | ---------- | ------------ | ------------- | -------- | ----------- | ------------- | --------- |
| 1966 | Essen    | V. Bakulin  | F. Stange  | S. Agamov    | K.-J. Pohl    | V. Ivlev | T. Kis      | N. Martinescu | A. Roščin |
| 1967 | Minsk    | P. Kirov    | J. Varga   | S. Popescu   | G. Sapunov    | S. Acar  | A. Jurkevič | F. Kiss       | I. Kozma  |
| 1968 | Västerås | I. Kočergin | C. Trajkov | J. Grigorjev | V. Novochatko | S. Acar  | O. Blijadze | F. Kiss       | P. Kment  |

| rok  | místo         | -48              | -52             | -57             | -62           | -68              | -74             | -82           | -90           | -100           | +100           |
| ---- | ------------- | ---------------- | --------------- | --------------- | ------------- | ---------------- | --------------- | ------------- | ------------- | -------------- | -------------- |
| 1969 | Modena        | R. Lacour        | B. Marinko      | R. Björlin      | M. Alakoc     | S. Damjanović    | E. Tapio        | M. Nenadić    | J. Čorak      | P. Svensson    | Ö. Topuz       |
| 1970 | Berlín        | G. Berceanu      | P. Kirov        | J. Varga        | H.-H. Wehling | K.-P. Göpfert    | V. Igumenov     | M. Nenadić    | V. Rezancev   | P. Svensson    | R. Bock        |
| 1971 |               |                  |                 |                 |               |                  |                 |               |               |                |                |
| 1972 | Katovice      | G. Berceanu      | J. Michalik     | C. Trajkov      | G. Markov     | J. Hähnel        | P. Galaktopulos | A. Nazarenko  | S. Nikolov    | N. Jakovenko   | A. Tomov       |
| 1973 | Helsinky      | G. Berceanu      | J. Michalik     | C. Trajkov      | N. Davidjan   | Š. Chisametdinov | I. Kolev        | L. Andersson  | V. Rezancev   | N. Balbošin    | A. Tomov       |
| 1974 | Madrid        | C. Alexandru     | P. Kirov        | F. Mustafin     | A. Kavkajev   | Š. Chisametdinov | I. Kolev        | A. Nazarenko  | V. Rezancev   | K. Goranov     | Š. Morčiladze  |
| 1975 | Ludwigshafen  | C. Alexandru     | R. Krauß        | I. Frgić        | K. Lipień     | A. Supron        | J. Karlsson     | V. Čeboksarov | G. Rajkov     | N. Balbošin    | J. Rovnyai     |
| 1976 | Leningrad     | A. Šumakov       | P. Kirov        | F. Mustafin     | K. Lipień     | L.-E. Skiöld     | J. Šopov        | C. Hegedűs    | F. Andersson  | N. Balbošin    | A. Tomov       |
| 1977 | Bursa         | C. Alexandru     | L. Rácz         | P. Ukkola       | I. Păun       | S. Nalbandjan    | V. Mácha        | I. Draica     | C. Hegedűs    | N. Balbošin    | N. Dinev       |
| 1978 | Oslo          | C. Alexandru     | V. Blagidze     | V. Pogudin      | K. Lipień     | Ș. Rusu          | F. Kocsis       | I. Draica     | F. Andersson  | N. Balbošin    | R. Codreanu    |
| 1979 | Bukurešť      | C. Alexandru     | R. Nersisjan    | Š. Serikov      | S. Mijakis    | Ș. Rusu          | F. Kocsis       | I. Draica     | F. Andersson  | N. Balbošin    | A. Tomov       |
| 1980 | Prievidza     | R. Kierpacz      | V. Blagidze     | V. Konstantinov | N. Davidjan   | Ș. Rusu          | N. Nedev        | G. Korban     | I. Kanygin    | G. Rajkov      | N. Dinev       |
| 1981 | Lodž          | T. Andonov       | B. Pašajan      | P. Passarelli   | R. Świerad    | Ș. Rusu          | F. Kocsis       | G. Korban     | F. Andersson  | N. Iňkov       | R. Gerovski    |
| 1982 | Varna         | V. Anikin        | B. Pašajan      | P. Balov        | R. Nasibulov  | G. Jermilov      | A. Supron       | A. Džanimov   | I. Kanygin    | A. Dimitrov    | N. Dinev       |
| 1983 | Budapešť      | B. Cenov         | L. Rácz         | E. Ivanov       | Ž. Vangelov   | G. Jermilov      | F. Kocsis       | T. Apchazava  | I. Kanygin    | A. Dimitrov    | N. Dinev       |
| 1984 | Jönköping     | M. Allahverdijev | M. Tadžetdinov  | K. Fatkulin     | K. Madžidov   | M. Prokudin      | R. Tallroth     | T. Apchazava  | A. Komšev     | T. Gáspár      | A. Tomov       |
| rok  | místo         | -48              | -52             | -57             | -62           | -68              | -74             | -82           | -90           | -100           | -130           |
| 1985 | Lipsko        | B. Cenov         | R. Kierpacz     | O. Aruťunjan    | K. Madžidov   | M. Prokudin      | Ș. Rusu         | A. Battalov   | I. Kanygin    | A. Fedoronko   | I. Rostorockij |
| 1986 | Athény        | I. Samtajev      | S. Ďuďajev      | T. Kalimulin    | Á. Sipos      | L. Džulfalakjan  | M. Mamiašvili   | T. Komáromi   | A. Komšev     | J. Tertei      | N. Dinev       |
| 1987 | Tampere       | V. Maenza        | A. Kalašnykov   | K. Pehkonen     | Ž. Vangelov   | A. Abajev        | D. Turlychanov  | S. Nasjevič   | V. Popov      | I. Georgiev    | I. Rostorockij |
| 1988 | Kolbotn       | L. Rønningen     | A. Ignatěnko    | A. Šestakov     | J. Bódi       | A. Repka         | B. Decijev      | M. Mamiašvili | I. Jordanov   | A. Fedoronko   | A. Karelin     |
| 1989 | Oulu          | M. Scherer       | S. Rizvanović   | K. Pehkonen     | R. Wolny      | A. Repka         | P. Tenev        | M. Mamiašvili | V. Popov      | A. Wroński     | A. Karelin     |
| 1990 | Poznaň        | S. Suvorov       | J. Rønningen    | P. Mourier      | G. Atmakin    | I. Dugučijev     | T. Kornbakk     | T. Zander     | P. Potapov    | A. Fedoronko   | A. Karelin     |
| 1991 | Aschaffenburg | J. Faragó        | B. Cenov        | A. Ignatěnko    | W. Zawadzki   | K. Madžidov      | M. Iskandarjan  | P. Farkas     | P. Potapov    | S. Děmjaškevič | A. Karelin     |
| 1992 | Kodaň         | L. Rønningen     | A. Ter-Mkrtčjan | R. Jildiz       | S. Martynov   | G. Yalouz        | M. Iskandarjan  | T. Zander     | M. Bullmann   | A. Wroński     | A. Karelin     |
| 1993 | Istanbul      | Z. Gulijev       | N. Ajvazov      | M. Lindgren     | S. Martynov   | I. Dugučijev     | B. Čagijev      | T. Zander     | J. Olsson     | S. Děmjaškevič | A. Karelin     |
| 1994 | Athény        | Z. Gulijev       | A. Nazarjan     | Ş. Eroğlu       | H. Kamyšenko  | A. Repka         | E. Koyuncu      | T. Zander     | V. Olejnyk    | A. Wroński     | A. Karelin     |
| 1995 | Besançon      | V. Agadžanjan    | A. Nazarjan     | R. Chakimov     | W. Zawadzki   | G. Yalouz        | S. Stojanov     | S. Cvir       | G. Koguašvili | M. Ljungberg   | A. Karelin     |
| 1996 | Budapešť      | Z. Gulijev       | A. Kalašnykov   | Ş. Eroğlu       | S. Martynov   | A. Repka         | N. Avluca       | H. Yerlikaya  | G. Koguašvili | S. Lištvan     | A. Karelin     |

| rok  | místo    | -54           | -58            | -63           | -69              | -76          | -85          | -97          | -125           |
| ---- | -------- | ------------- | -------------- | ------------- | ---------------- | ------------ | ------------ | ------------ | -------------- |
| 1997 | Kouvola  | D. Jabłoński  | K. Mnacakanjan | N. Monov      | A. Treťjakov     | T. Kornbakk  | H. Yerlikaya | H. Başar     | S. Murejko     |
| rok  | místo    | -54           | -58            | -63           | -69              | -76          | -85          | -97          | -130           |
| 1998 | Minsk    | B. Ambarcumov | A. Nazarjan    | Ş. Eroğlu     | A. Treťjakov     | M. Kardanov  | H. Yerlikaya | S. Lištvan   | A. Karelin     |
| 1999 | Sofie    | S. Danieljan  | A. Nazarjan    | W. Zawadzki   | A. Gluškov       | S. Stojanov  | H. Yerlikaya | M. Ljungberg | A. Karelin     |
| 2000 | Moskva   | M. Sandu      | I. Majoros     | V. Samurgašev | A. Gluškov       | V. Makarenko | M. Lidberg   | S. Lištvan   | A. Karelin     |
| 2001 | Istanbul | B. Ratkevič   | P. Švehla      | Ş. Eroğlu     | A. Dochturišvili | A. Mišin     | H. Yerlikaya | A. Bezručkin | M. Deák-Bárdos |

| rok  | místo     | -55          | -60            | -66          | -74            | -84              | -96           | -120          |
| ---- | --------- | ------------ | -------------- | ------------ | -------------- | ---------------- | ------------- | ------------- |
| 2002 | Seinäjoki | R. Bikkinin  | A. Nazarjan    | Ş. Eroğlu    | B. Chasaija    | H. Yerlikaya     | G. Koguašvili | J. Patrikejev |
| 2003 | Bělehrad  | M. Sandu     | A. Nazarjan    | Ş. Eroğlu    | A. Gluškov     | A. Mišin         | R. Nozadze    | J. Ahokas     |
| 2004 | Haparanda | B. Özdemir   | V. Džu'arjan   | A. Vardanjan | M. Ivančenko   | N. Avluca        | M. Lidberg    | J. Patrikejev |
| 2005 | Varna     | V. Korabljov | V. Rahimov     | N. Gergov    | M. Karapetjan  | A. Mišin         | H. Yerlikaya  | S. Arťuchin   |
| 2006 | Moskva    | R. Amojan    | K. Mnacakanjan | T. Lőrincz   | V. Samurgašev  | A. Michalkiewicz | H. Yerlikaya  | İ. Güzel      |
| 2007 | Sofie     | R. Bajramov  | E. Diaconu     | N. Gergov    | M. Kvirkvelia  | A. Mišin         | R. Nozadze    | C. Barojev    |
| 2008 | Tampere   | R. Bajramov  | J. Ala-Huikku  | A. Vardanjan | P. Bácsi       | N. Avluca        | A. Chuštov    | J. Patrikejev |
| 2009 | Vilnius   | J. Haapamäki | I. Albijev     | A. Vačadze   | A. Julfalakjan | A. Mišin         | A. Chuštov    | J. Patrikejev |
| 2010 | Baku      | E. Alijev    | H. Alijev      | A. Vačadze   | A. Kikiňov     | N. Avluca        | A. Chuštov    | R. Kaya'alp   |
| 2011 | Dortmund  | R. Amojan    | R. Laschi      | A. Vačadze   | R. Husejnov    | V. Račyba        | T. Dějničenko | C. Barojev    |
| 2012 | Bělehrad  | E. Alijev    | I. Lévai       | F. Stäbler   | R. Vlasov      | H. Marinov       | A. Aleksanjan | R. Kaya'alp   |
| 2013 | Tbilisi   | E. Tadžijev  | I. Angelov     | T. Lőrincz   | R. Vlasov      | A. Mišin         | A. Aleksanjan | R. Kaya'alp   |

| rok  | místo    | -59           | -66        | -71         | -75            | -80            | -85           | -98           | -130        |
| ---- | -------- | ------------- | ---------- | ----------- | -------------- | -------------- | ------------- | ------------- | ----------- |
| 2014 | Vantaa   | A. Kostadinov | A. Kurak   | T. Lőrincz  | A. Čechirkin   | P. Bácsi       | Ž. Beleňuk    | A. Aleksanjan | R. Kaya'alp |
| 2015 | Baku     | S. Marjanjan  | A. Surkov  | R. Čunajev  | E. Mursalijev  | J. Salejev     | D. Čakvetadze | I. Magomedov  | R. Kaya'alp |
| 2016 | Riga     | M. Semjonov   | I. Albijev | V. Boranjan | Z. Datunašvili | P. Eisele      | Ž. Beleňuk    | N. Melnikov   | R. Kaya'alp |
| 2017 | Novi Sad | K. Fris       | A. Surkov  | B. Korpási  | T. Abdulsalam  | Z. Datunašvili | V. Lőrincz    | F. Baldauf    | R. Kaya'alp |

| rok  | místo    | -55          | -60         | -63          | -67         | -72         | -77           | -82           | -87             | -97           | -130        |
| ---- | -------- | ------------ | ----------- | ------------ | ----------- | ----------- | ------------- | ------------- | --------------- | ------------- | ----------- |
| 2018 | Kaspijsk | E. Azizli    | S. Jemelin  | M. Mihut     | A. Surkov   | A. Kurak    | R. Vlasov     | M. Manukjan   | R. Koblijašvili | A. Aleksanjan | R. Kaya'alp |
| 2019 | Bukurešť | V. Kabalojev | V. Ciobanu  | S. Marjanjan | A. Yüksel   | A. Mancigov | R. Vlasov     | R. Bisultanov | Ž. Beleňuk      | M. Jovlojev   | R. Kaya'alp |
| 2020 | Řím      | E. Nazarjan  | G. Garibjan | M. Nehoda    | M. Thoresen | F. Stäbler  | S. Sulejmanov | R. Husejnov   | S. Novikov      | A. Aleksanjan | A. Alexuc   |

## Váhové kategorie
- Papírová váha (dočasně zrušená)
  - −48 kg (1969-1996)
- Muší váha
  - −52 kg (1947-1996)
  - −54 kg (1997-2001)
  - −55 kg (2002-2013)
  - nezápasilo se (2014-2017)
  - −55 kg (2018-)
- Bantamová váha
  - −58 kg (1925-1929)
  - −56 kg (1930-1939)
  - −57 kg (1947-1996)
  - −58 kg (1997-2001)
  - −60 kg (2002-2013)
  - −59 kg (2014-2017)
  - −60 kg (2018-)
- Pérová váha
  - −62 kg (1925-1929)
  - −61 kg (1930-1939)
  - −62 kg (1947-1961)
  - −63 kg (1962-1968)
  - −62 kg (1969-1996)
  - −63 kg (1997-2001)
  - nezápasilo se (2002-2017)
  - −63 kg (2018-)
- Lehká váha
  - -67,5 kg (1925-1929)
  - −66 kg (1930-1939)
  - −67 kg (1947-1961)
  - −70 kg (1962-1968)
  - −68 kg (1969-1996)
  - −69 kg (1997-2001)
  - −66 kg (2002-2017)
  - −67 kg (2018-)
- Lehká velterová váha
  - −71 kg (2014-2017)
  - −72 kg (2018-)
- Velterová váha
  - −75 kg (1925-1929)
  - −72 kg (1930-1939)
  - −73 kg (1947-1961)
  - nezápasilo se (1962-1968)
  - −74 kg (1969-1996)
  - −76 kg (1997-2001)
  - −74 kg (2002-2013)
  - −75 kg (2014-2017)
  - −87 kg (2018-)
- Lehká střední váha
  - −80 kg (2014-2017)
  - −82 kg (2018-)
- Střední váha
  - -82,5 kg (1925-1929)
  - −79 kg (1930-1961)
  - −78 kg (1962-1968)
  - −82 kg (1969-1996)
  - −85 kg (1997-2001)
  - −84 kg (2002-2013)
  - −85 kg (2014-2017)
  - −87 kg (2018-)
- Lehká těžká váha (dočasně zrušená)
  - −87 kg (1930-1968)
  - −90 kg (1969-1996)
- Těžká váha
  - +82,5 kg (1925-1929)
  - +87 kg (1930-1961)
  - −97 kg (1962-1968)
  - −100 kg (1969-1996)
  - −97 kg (1997-2001)
  - −96 kg (2002-2013)
  - −98 kg (2014-2017)
  - −97 kg (2018-)
- Supertěžká váha
  - +97 kg (1962-1968)
  - +100 kg (1969-1984)
  - −130 kg (1985-1996)
  - −125 kg (1997)
  - −130 kg (1998-2001)
  - −120 kg (2002-2013)
  - −130 kg (2014-)